# Collegio di Chorley
Chorley è un collegio elettorale situato nel Lancashire, nel Nord Ovest dell'Inghilterra, e rappresentato alla Camera dei comuni del Parlamento del Regno Unito. Elegge un membro del parlamento con il sistema first-past-the-post, ossia maggioritario a turno unico; l'attuale parlamentare è Lindsay Hoyle, eletto con il Partito Laburista nel 1997. Il 4 novembre 2019 Hoyle è stato eletto Speaker della Camera dei comuni, e in quanto tale ha abbandonato qualsiasi appartenenza politica.

## Estensione
- 1885–1918: la divisione sessionale di Leyland Hundred, e parte della divisione sessionale di Leyland.
- 1918–1950: il Municipal Borough di Chorley, i distretti urbani di Adlington, Croston, Leyland e Withnell, il distretto rurale di Chorley, e nel distretto rurale di Wigan le parrocchie civili di Haigh, Parbold, Worthington e Wrightington.
- 1950–1983: il Municipal Borough di Chorley, i distretti urbani di Adlington e Leyland, e il distretto rurale di Chorley.
- 1983–1997: il Borough di Chorley, e i ward del distretto di West Lancashire di Parbold e Wrightington.
- 1997–2010: il Borough di Chorley.
- 2010-2024: i ward del Borough di Chorley di Adlington and Anderton, Astley and Buckshaw, Brindle and Hoghton, Chisnall, Chorley East, Chorley North East, Chorley North West, Chorley South East, Chorley South West, Clayton-le-Woods and Whittle-le-Woods, Clayton-le-Woods North, Clayton-le-Woods West and Cuerden, Coppull, Euxton North, Euxton South, Heath Charnock and Rivington, Pennine e Wheelton and Withnell.
- dal 2024: i ward del Borough di Chorley di Adlington and Anderton, Buckshaw and Whittle, Chorley East, Chorley North and Astley, Chorley North East, Chorley North West, Chorley South East and Heath Charnock, Chorley South West, Clayton East, Brindle and Hoghton, Clayton West and Cuerden, Coppull e Euxton.

Il collegio di Chorley copre la maggior parte del Borough di Chorley; insieme alla città mercato di Chorley stessa, il collegio si estende nel Lancashire meridionale e rurale, con tre grandi villeggi e altri piccoli insediamenti.
A seguito della variazione della rappresentanza parlamentare del Lancashire in occasione delle elezioni generali del 2010, la Boundary Commission for England creò il nuovo collegio di Wyre and Preston nella parte centrale della contea; il che portò a diverse modifiche in tutti i collegi dell'area. In particolare, la creazione del nuovo seggio strappò a Chorley tutte le aree ad ovest della Motorway M6, cioè  Croston, Eccleston, Bretherton e Mawdesley. Queste aree furono spostate nel collegio di South Ribble.

## Membri del parlamento
| Elezione | Elezione        | Deputato        | Partito      |
| -------- | --------------- | --------------- | ------------ |
|          | 1885            | Joseph Feilden  | Conservatore |
| 1895 (S) | David Lindsay   |                 | Conservatore |
| 1913 (S) | Henry Hibbert   |                 | Conservatore |
| 1918     | Douglas Hacking |                 | Conservatore |
|          | 1945            | Clifford Kenyon | Laburista    |
|          | 1970            | Connie Monks    | Conservatore |
|          | Feb 1974        | George Rodgers  | Laburista    |
|          | 1979            | Den Dover       | Conservatore |
|          | 1997            | Lindsay Hoyle   | Laburista    |
|          | 2019            | Lindsay Hoyle   | Speaker      |

## Elezioni

### Elezioni negli anni 2020
| Partito                    | Partito                              | Candidato                  | Risultati 4 luglio 2024 | Risultati 4 luglio 2024 |
| Partito                    | Partito                              | Candidato                  | Voti                    | %                       |
| -------------------------- | ------------------------------------ | -------------------------- | ----------------------- | ----------------------- |
|                            | Speaker                              | Lindsay Hoyle              | 25 238                  | 74,31                   |
|                            | Verdi                                | Mark Tebbutt               | 4 663                   | 13,73                   |
|                            | Democracy for Chorley                | Ben Holden-Crowther        | 2 424                   | 7,14                    |
|                            | English Constitution                 | Graham Moore               | 1 007                   | 2,96                    |
|                            | TUSC                                 | Martin Powell-Davies       | 632                     | 1,86                    |
|                            |                                      |                            |                         |                         |
| Iscritti                   | Iscritti                             | Iscritti                   | 74 800                  | 100,00                  |
| ↳ Votanti (% su iscritti)  | ↳ Votanti (% su iscritti)            | ↳ Votanti (% su iscritti)  | 33 964                  | 45,41                   |
| ↳ Astenuti (% su iscritti) | ↳ Astenuti (% su iscritti)           | ↳ Astenuti (% su iscritti) | 40 836                  | 54,59                   |
|                            |                                      |                            |                         |                         |
|                            | Esito: collegio confermato a Speaker |                            |                         |                         |

### Elezioni negli anni 2010
| Partito                    | Partito                                      | Candidato                  | Risultati 12 dicembre 2019 | Risultati 12 dicembre 2019 |
| Partito                    | Partito                                      | Candidato                  | Voti                       | %                          |
| -------------------------- | -------------------------------------------- | -------------------------- | -------------------------- | -------------------------- |
|                            | Speaker                                      | Lindsay Hoyle              | 26 831                     | 67,30                      |
|                            | Indipendente                                 | Mark Brexit-Smith          | 9 439                      | 23,67                      |
|                            | Verdi                                        | James Melling              | 3 600                      | 9,03                       |
|                            |                                              |                            |                            |                            |
| Iscritti                   | Iscritti                                     | Iscritti                   | 78 177                     | 100,00                     |
| ↳ Votanti (% su iscritti)  | ↳ Votanti (% su iscritti)                    | ↳ Votanti (% su iscritti)  | 39 870                     | 51,00                      |
| ↳ Astenuti (% su iscritti) | ↳ Astenuti (% su iscritti)                   | ↳ Astenuti (% su iscritti) | 38 307                     | 49,00                      |
|                            |                                              |                            |                            |                            |
|                            | Esito: collegio passa da Laburista a Speaker |                            |                            |                            |

| Partito                    | Partito                                | Candidato                  | Risultati 8 giugno 2017 | Risultati 8 giugno 2017 |
| Partito                    | Partito                                | Candidato                  | Voti                    | %                       |
| -------------------------- | -------------------------------------- | -------------------------- | ----------------------- | ----------------------- |
|                            | Laburista                              | Lindsay Hoyle              | 30 745                  | 55,26                   |
|                            | Conservatore                           | Caroline Moon              | 23 233                  | 41,76                   |
|                            | Lib Dem                                | Stephen Fenn               | 1 126                   | 2,02                    |
|                            | Verdi                                  | Peter Lageard              | 530                     | 0,95                    |
|                            |                                        |                            |                         |                         |
| Iscritti                   | Iscritti                               | Iscritti                   | 76 525                  | 100,00                  |
| ↳ Votanti (% su iscritti)  | ↳ Votanti (% su iscritti)              | ↳ Votanti (% su iscritti)  | 55 634                  | 72,70                   |
| ↳ Astenuti (% su iscritti) | ↳ Astenuti (% su iscritti)             | ↳ Astenuti (% su iscritti) | 20 891                  | 27,30                   |
|                            |                                        |                            |                         |                         |
|                            | Esito: collegio confermato a Laburista |                            |                         |                         |

| Partito                    | Partito                                | Candidato                  | Risultati 7 maggio 2015 | Risultati 7 maggio 2015 |
| Partito                    | Partito                                | Candidato                  | Voti                    | %                       |
| -------------------------- | -------------------------------------- | -------------------------- | ----------------------- | ----------------------- |
|                            | Laburista                              | Lindsay Hoyle              | 23 322                  | 45,10                   |
|                            | Conservatore                           | Robert Loughenbury         | 18 792                  | 36,34                   |
|                            | UKIP                                   | Mark Smith                 | 6 995                   | 13,53                   |
|                            | Lib Dem                                | Stephen Fenn               | 1 354                   | 2,62                    |
|                            | Verdi                                  | Alistair Straw             | 1 111                   | 2,15                    |
|                            | Indipendente                           | Adrian Maudsley            | 138                     | 0,27                    |
|                            |                                        |                            |                         |                         |
| Iscritti                   | Iscritti                               | Iscritti                   | 74 728                  | 100,00                  |
| ↳ Votanti (% su iscritti)  | ↳ Votanti (% su iscritti)              | ↳ Votanti (% su iscritti)  | 51 712                  | 69,20                   |
| ↳ Astenuti (% su iscritti) | ↳ Astenuti (% su iscritti)             | ↳ Astenuti (% su iscritti) | 23 016                  | 30,80                   |
|                            |                                        |                            |                         |                         |
|                            | Esito: collegio confermato a Laburista |                            |                         |                         |

| Partito                    | Partito                                | Candidato                  | Risultati 6 maggio 2010 | Risultati 6 maggio 2010 |
| Partito                    | Partito                                | Candidato                  | Voti                    | %                       |
| -------------------------- | -------------------------------------- | -------------------------- | ----------------------- | ----------------------- |
|                            | Laburista                              | Lindsay Hoyle              | 21 515                  | 43,23                   |
|                            | Conservatore                           | Alan Cullens               | 18 922                  | 38,02                   |
|                            | Lib Dem                                | Stephen Fenn               | 6 957                   | 13,98                   |
|                            | UKIP                                   | Nick Hogan                 | 2 021                   | 4,06                    |
|                            | Indipendente                           | Christopher P. Curtis      | 359                     | 0,72                    |
|                            |                                        |                            |                         |                         |
| Iscritti                   | Iscritti                               | Iscritti                   | 70 903                  | 100,00                  |
| ↳ Votanti (% su iscritti)  | ↳ Votanti (% su iscritti)              | ↳ Votanti (% su iscritti)  | 49 774                  | 70,20                   |
| ↳ Astenuti (% su iscritti) | ↳ Astenuti (% su iscritti)             | ↳ Astenuti (% su iscritti) | 21 129                  | 29,80                   |
|                            |                                        |                            |                         |                         |
|                            | Esito: collegio confermato a Laburista |                            |                         |                         |

### Elezioni negli anni 2000
| Partito                    | Partito                                | Candidato                  | Risultati 5 maggio 2005 | Risultati 5 maggio 2005 |
| Partito                    | Partito                                | Candidato                  | Voti                    | %                       |
| -------------------------- | -------------------------------------- | -------------------------- | ----------------------- | ----------------------- |
|                            | Laburista                              | Lindsay Hoyle              | 25 131                  | 50,70                   |
|                            | Conservatore                           | Simon Mallett              | 17 506                  | 35,32                   |
|                            | Lib Dem                                | Alexander Wilson-Fletcher  | 6 932                   | 13,98                   |
|                            |                                        |                            |                         |                         |
| Iscritti                   | Iscritti                               | Iscritti                   | 78 806                  | 100,00                  |
| ↳ Votanti (% su iscritti)  | ↳ Votanti (% su iscritti)              | ↳ Votanti (% su iscritti)  | 49 569                  | 62,90                   |
| ↳ Astenuti (% su iscritti) | ↳ Astenuti (% su iscritti)             | ↳ Astenuti (% su iscritti) | 29 237                  | 37,10                   |
|                            |                                        |                            |                         |                         |
|                            | Esito: collegio confermato a Laburista |                            |                         |                         |

| Partito                    | Partito                                | Candidato                  | Risultati 7 giugno 2001 | Risultati 7 giugno 2001 |
| Partito                    | Partito                                | Candidato                  | Voti                    | %                       |
| -------------------------- | -------------------------------------- | -------------------------- | ----------------------- | ----------------------- |
|                            | Laburista                              | Lindsay Hoyle              | 25 088                  | 52,32                   |
|                            | Conservatore                           | Peter Booth                | 16 644                  | 34,71                   |
|                            | Lib Dem                                | Stephen Fenn               | 5 372                   | 11,20                   |
|                            | UKIP                                   | John Frost                 | 848                     | 1,77                    |
|                            |                                        |                            |                         |                         |
| Iscritti                   | Iscritti                               | Iscritti                   | 77 093                  | 100,00                  |
| ↳ Votanti (% su iscritti)  | ↳ Votanti (% su iscritti)              | ↳ Votanti (% su iscritti)  | 47 952                  | 62,20                   |
| ↳ Astenuti (% su iscritti) | ↳ Astenuti (% su iscritti)             | ↳ Astenuti (% su iscritti) | 29 141                  | 37,80                   |
|                            |                                        |                            |                         |                         |
|                            | Esito: collegio confermato a Laburista |                            |                         |                         |

## Risultati dei referendum

### Referendum sulla permanenza del Regno Unito nell'Unione europea del 2016
|             | Collegio | Lasciare UE % | Rimanere in UE % |
| ----------- | -------- | ------------- | ---------------- |
|             | Chorley  | 56,5%         | 43,5%            |
| Inghilterra | 53,3%    | 46,7%         |                  |
| Regno Unito | 51,9%    | 48,1%         |                  |